# Ayumi Hamasaki Stadium Tour 2002 A
ayumi hamasaki STADIUM TOUR 2002 A – album koncertowy japońskiej piosenkarki Ayumi Hamasaki, wydany 29 stycznia 2003 roku, a także jako część Ayumi Hamasaki COMPLETE LIVE BOX A. Na płycie zawarte są nagrania koncertów z trasy, która odbyła się między 7 a 28 lipca 2002 roku. Album osiągnął 13. pozycję w rankingu Oricon. Płyta została wydana ponownie 1 marca 2006 roku (wydanie nie zawierało utworu bonusowego).

## Lista utworów
| Nr              | Tytuł                                                                       |
| --------------- | --------------------------------------------------------------------------- |
| 1.              | "UNITE!"                                                                    |
| 2.              | "Fly high"                                                                  |
| 3.              | "evolution"                                                                 |
| 4.              | "medley (WHATEVER/too late/monochrome/End roll/Depend on you/Trauma/vogue)" |
| 5.              | "July 1st"                                                                  |
| 6.              | "independent"                                                               |
| 7.              | "Free & Easy"                                                               |
| 8.              | "M"                                                                         |
| 9.              | "SURREAL"                                                                   |
| 10.             | "HANABI"                                                                    |
| 11.             | "Boys & Girls"                                                              |
| 12.             | "AUDIENCE"                                                                  |
| encore          |                                                                             |
| 13.             | "A Song is born"                                                            |
| 14.             | "flower garden"                                                             |
| 15.             | "Trauma"                                                                    |
| 16.             | "Who..."                                                                    |
| DVD bonus track |                                                                             |
| 17.             | "SEASONS"                                                                   |